# 高磊
高磊（1992年1月3日—），上海市人，中国男子蹦床运动员，在2016年里約熱內盧奧運會上，以60.175分夺得男子个人蹦床铜牌。他也参加了2018年亚洲运动会，结果获得银牌。

## 主要成績
- 2016年 里約熱內盧奧運會男子蹦床比賽铜牌。